# Picrogonopus gracillimus
Picrogonopus gracillimus är en mångfotingart som beskrevs av Carl 1941. Picrogonopus gracillimus ingår i släktet Picrogonopus och familjen Harpagophoridae. Inga underarter finns listade i Catalogue of Life.